# روبرت براون (لاعب كرة قدم أمريكية)
روبرت براون (بالإنجليزية: Robert Brown)‏ هو لاعب كرة قدم أمريكية أمريكي، ولد في 21 مايو 1960 في إدنتون في الولايات المتحدة.

## وصلات خارجية
- روبرت براون (لاعب كرة قدم أمريكية) على موقع مرجع كرة القدم المحترفة.كوم (الإنجليزية)